# Peter Lewisch
Peter Lewisch (* 1963 in Wien) ist ein österreichischer Jurist.

## Leben
Nach den Promotionen 1985 zum Dr. iur. an der Universität Wien und 1987 zum Dr. rer. soc. oec. (Volkswirtschaft) ebenda und der Habilitation in Wien 1992/1993 ist er dort seit 2011 Professor für Strafrecht und Strafprozessrecht am Institut für Strafrecht und Kriminologie.
Lewisch wurde 1993 mit dem Leopold-Kunschak-Preis und 1994 mit dem Kardinal-Innitzer-Förderungspreis für Rechts- und Staatswissenschaften ausgezeichnet.
Lewisch war mehrmals in Rechtsstreitigkeiten von öffentlicher Relevanz tätig. Er verteidigte 2010 Helmut Elsner in der BAWAG-Affäre und verfasste 2011 ein Gutachten zum Umgang mit Akten im Zusammenhang mit der BUWOG-Affäre. 2013 war ein Gutachten von Lewisch Bestandteil der Verteidigung von Ernst Strasser.
2018 bewarb sich Lewisch als Verfassungsrichter.
Lewisch verfasste im Herbst 2021 ein privates Rechtsgutachten im Zusammenhang mit der ÖVP-Korruptionsaffäre, welches mit dem Briefkopf der Universität Wien versehen war. Aufgrund des Briefkopfes distanzierte sich die Universität Wien in einer Stellungnahme von dem Schriftstück. Bereits 2015 benutze Lewisch Universitätspapiere statt Kanzleipapiere und brachte ein Gutachten für die Firma Lyoness ein, der Betrug in Form eines Pyramidenspiels vorgeworfen wurde.
Lewisch ist als Senior Counsel in der Wiener Kanzlei Cerha Hempel tätig.

## Schriften (Auswahl)
- Verfassung und Strafrecht. Verfassungsrechtliche Schranken der Strafgesetzgebung. Wien 1993, ISBN 3-85114-116-4.
- Casebook Strafrecht. 441 Fälle und Lösungen zum allgemeinen Teil I. Wien 2007, ISBN 3-7089-0176-2.
- Abschaffung der Geschworenengerichte? Die Vorfragen einer Reform in theoretischer und empirischer Analyse. Wien 2009, ISBN 978-3-214-12008-5.
- mit Mathis Fister und Johanna Weilguni: Verwaltungsstrafgesetz 1991 (VStG). Mit Kommentierung der §§ 37–52 VwGVG. Wien 2017, ISBN 3-214-01162-6.